# Down the road (Eén)
Down the road is een Vlaams televisieprogramma dat wordt uitgezonden op VRT 1. In het programma gaat Dieter Coppens op reis met zes jonge mensen met het syndroom van Down. Op die manier proberen de deelnemers hun grenzen te verleggen. Van het programma zijn zes seizoenen gemaakt en uitgezonden.
In 2019 won het programma de AIB Impact Award. Het programma won ook al een Gouden Roos, de eerste prijs op het World Media Festival in Hamburg in de categorie "documentaries - human relations and values" en zilver op het tv- en filmprijzenfestival New York Festivals in de categorie "reality tv drama".
In 2024 werd het programma bekroond met een Kastaar, in de categorie voor beste Belgische televisieprogramma. 

## Deelnemers

### Seizoen 1
Dieter Coppens reed met de groep met een minibusje door West-Europa. Als extra begeleidster voor de groep nam ook Griet Dehamers aan de reis deel.
Bestemming:
- Nederland
- Luxemburg
- Duitsland
- Frankrijk
- Zwitserland
- Italië

| Naam    | Leeftijd | Woonplaats |
| ------- | -------- | ---------- |
| Kevin   | 33       | Boutersem  |
| Martijn | 32       | Maaseik    |
| Pieter  | 29       | Leuven     |
| Lisa    | 26       | Wachtebeke |
| Hélène  | 21       | Hemiksem   |
| Lore    | 33       | Rijmenam   |

### Seizoen 2
De deelnemers werden opnieuw begeleid door Dieter Coppens tijdens een roadtrip, dit seizoen bijgestaan door extra begeleidster Saar Pelgrims.
Bestemming:
- -  Zuid-Afrika

| Naam      | Leeftijd | Woonplaats |
| --------- | -------- | ---------- |
| Julie     | 25       | Meise      |
| Maarten   | 29       | Aartselaar |
| Charlotte | 21       | Pulderbos  |
| Geoffrey  | 20       | Rotselaar  |
| Maud      | 22       | Mortsel    |
| Yens      | 20       | Zoutleeuw  |

### Seizoen 3
De deelnemers werden opnieuw begeleid door Dieter Coppens en Saar Pelgrims tijdens een roadtrip.
Bestemming:
- Spanje
- Marokko

| Naam   | Leeftijd | Woonplaats   |
| ------ | -------- | ------------ |
| Gitte  | 27       | Oud-Turnhout |
| Sophie | 19       | Booischot    |
| Brenda | 26       | Zutendaal    |
| Stijn  | 28       | Hulste       |
| Jaimie | 27       | Middelkerke  |
| Peter  | 32       | Brasschaat   |

### Seizoen 4
De deelnemers uit het eerste seizoen werden opnieuw bij elkaar gebracht. Dieter Coppens en Saar Pelgrims begeleidden hen. Vanwege de (opkomende) coronapandemie werd de reis enkele dagen ingekort.
Bestemming:
- Finland (Lapland)

| Naam    | Leeftijd | Woonplaats |
| ------- | -------- | ---------- |
| Kevin   | 36       | Boutersem  |
| Martijn | 34       | Maaseik    |
| Pieter  | 32       | Leuven     |
| Lisa    | 28       | Wachtebeke |
| Hélène  | 23       | Hemiksem   |
| Lore    | 35       | Rijmenam   |

### Seizoen 5
De deelnemers werden opnieuw begeleid door Dieter Coppens en Saar Pelgrims tijdens hun reis.
Bestemming:
- Thailand

| Naam        | Leeftijd | Woonplaats |
| ----------- | -------- | ---------- |
| Anne-Sophie | 27       | Lebbeke    |
| Ellen       | 27       | Kontich    |
| Isa         | 22       | Maastricht |
| Ruben       | 34       | Hasselt    |
| Bob         | 24       | Putte      |
| Simon       | 24       | Leuven     |

### Seizoen 6
De deelnemers werden opnieuw begeleid door Dieter Coppens en Saar Pelgrims tijdens hun reis.
Bestemming:
- Canada

| Naam     | Leeftijd | Woonplaats |
| -------- | -------- | ---------- |
| Laurens  | 34       | Kortrijk   |
| Evert    | 28       | Putte      |
| Sabine   | 36       | Kapellen   |
| Michaël  | 30       | Niel       |
| Rebecca  | 34       | Gentbrugge |
| Anneleen | 30       | Lummen     |

### Seizoen 7
Bestemming:
- Australië

## Afleveringen

### Seizoen 1
| Nr.                                            | Aflevering | Titel        | Kijkcijfers live | Uitzenddatum Eén |  |
| ---------------------------------------------- | ---------- | ------------ | ---------------- | ---------------- |  |
| 1                                              | 1          | Aflevering 1 | 793.443          | 28 februari 2018 |  |
| Dieter leert zijn reisgenoten kennen.          |            |              |                  |                  |  |
| 2                                              | 2          | Aflevering 2 | 748.825          | 7 maart 2018     |  |
| De groep wacht een spannende dropping.         |            |              |                  |                  |  |
| 3                                              | 3          | Aflevering 3 | 801.627          | 14 maart 2018    |  |
| De jongeren helpen mee in een hotel.           |            |              |                  |                  |  |
| 4                                              | 4          | Aflevering 4 | 808.937          | 21 maart 2018    |  |
| De groep trekt richting Luxemburg.             |            |              |                  |                  |  |
| 5                                              | 5          | Aflevering 5 | 854.832          | 28 maart 2018    |  |
| De groep kampeert in de vrije natuur.          |            |              |                  |                  |  |
| 6                                              | 6          | Aflevering 6 | 817.259          | 4 april 2018     |  |
| De jongeren trekken hun plan in Bourgogne.     |            |              |                  |                  |  |
| 7                                              | 7          | Aflevering 7 | 936.004          | 11 april 2018    |  |
| Iedereen is bezorgd om Lisa.                   |            |              |                  |                  |  |
| 8                                              | 8          | Aflevering 8 | 888.950          | 18 april 2018    |  |
| De groep maakt zich op voor de laatste etappe. |            |              |                  |                  |  |

### Seizoen 2
| Nr.                                                 | Aflevering | Titel         | Kijkcijfers live | Uitzenddatum Eén |  |
| --------------------------------------------------- | ---------- | ------------- | ---------------- | ---------------- |  |
| 9                                                   | 1          | Aflevering 1  | 937.344          | 4 februari 2019  |  |
| De zes jongeren ontmoeten elkaar bij Dieter thuis.  |            |               |                  |                  |  |
| 10                                                  | 2          | Aflevering 2  | 876.673          | 11 februari 2019 |  |
| De groep waagt zich aan avonturen op strand en zee. |            |               |                  |                  |  |
| 11                                                  | 3          | Aflevering 3  | 894.772          | 18 februari 2019 |  |
| Er ontspinnen zich enkele vakantieromances.         |            |               |                  |                  |  |
| 12                                                  | 4          | Aflevering 4  | 840.469          | 25 februari 2019 |  |
| De groep ontdekt Kaapstad zonder begeleiding.       |            |               |                  |                  |  |
| 13                                                  | 5          | Aflevering 5  | 907.131          | 4 maart 2019     |  |
| De groep gaat twee dagen alleen wonen.              |            |               |                  |                  |  |
| 14                                                  | 6          | Aflevering 6  | 885.849          | 11 maart 2019    |  |
| De romance tussen Charlotte en Yens groeit.         |            |               |                  |                  |  |
| 15                                                  | 7          | Aflevering 7  | 922.055          | 18 maart 2019    |  |
| Dieter organiseert een pittige teambuilding.        |            |               |                  |                  |  |
| 16                                                  | 8          | Aflevering 8  | 1.073.791        | 25 maart 2019    |  |
| Hoogtevrees speelt de groep parten.                 |            |               |                  |                  |  |
| 17                                                  | 9          | Aflevering 9  | 960.002          | 1 april 2019     |  |
| De groep gaat op safari.                            |            |               |                  |                  |  |
| 18                                                  | 10         | Aflevering 10 | 925.046          | 8 april 2019     |  |
| De reis eindigt met een onvergetelijke activiteit.  |            |               |                  |                  |  |

### Seizoen 3
| Nr. | Aflevering | Titel        | Kijkcijfers live | Uitzenddatum Eén |  |
| --- | ---------- | ------------ | ---------------- | ---------------- |  |
| 19 | 1          | Aflevering 1 | 1.074.409        | 3 februari 2020  |  |
| De nieuwe groep reisgezellen ontmoet elkaar voor de eerste keer in de vertrekhal van de luchthaven. Nog voor ze op het vliegtuig richting Spanje stappen, slaat Cupido al toe. |            |              |                  |                  |  |
| 20 | 2          | Aflevering 2 | 1.153.252        | 10 februari 2020 |  |
| De groep doorkruist Spanje op weg naar de volgende bestemming: een typische haciënda tussen de paarden. De nieuwe locatie brengt wat uitdagingen met zich mee, ook omdat de slaapplaatsen die Dieter heeft voorzien niet de meest comfortabele zijn. Sophie en Jaimie delen hun geheim met de rest van de groep.                                                                                 |            |              |                  |                  |  |
| 21 | 3          | Aflevering 3 | 1.080.165        | 17 februari 2020 |  |
| Dieter heeft een speciale, bekende gast uitgenodigd. Samen met hem verdiept de groep zich in de Spaanse keuken. En naast culinair genot staat er ook adrenaline op de menukaart. De groep waagt zich aan canyoning. |            |              |                  |                  |  |
| 22 | 4          | Aflevering 4 | 1.030.054        | 24 februari 2020 |  |
| De groep neemt afscheid van Jeroen en gaat weer met z'n achten verder. Na te hebben geslapen in hangmatten en tenten is het tijd voor een verdiende portie luxe in een mooi vakantiehuis. Deze keer mag de groep zonder Dieter en Saar genieten, want ze mogen drie dagen lang volledig hun plan trekken. Sophie heeft wat moeite om haar draai te vinden en neemt afstand van haar lief Jaimie. |            |              |                  |                  |  |
| 23 | 5          | Aflevering 5 | 1.109.248        | 02 maart 2020    |  |
| Er wacht de groep een activiteit aan hoge snelheid: ze gaan karten op een racecircuit. Brenda profileert zich als een brokkenpiloot. Om het einde van het alleen wonen te vieren organiseren de zes reisgenoten een diner en een knalfuif. Peter zit in de knoop met zijn gevoelens en verrast iedereen met een liefdesverklaring.                                                               |            |              |                  |                  |  |
| 24 | 6          | Aflevering 6 | 1.106.141        | 09 maart 2020    |  |
| Het reisgezelschap neemt afscheid van Spanje en zet koers naar Marokko. Iedereen kijkt er naar uit om de prachtige bergen, de uitgestrekte woestijn en de sprookjesachtige steden te gaan ontdekken. Maar de eerste kennismaking met het land verloopt toch niet zo vlot. Vooral Peter heeft het moeilijk om zich aan te passen en ook in de rest van de groep ontstaan spanningen.              |            |              |                  |                  |  |
| 25 | 7          | Aflevering 7 | 1.229.955        | 16 maart 2020    |  |
| Na de eerste kennismaking met Marokko is het nu tijd voor een echte onderdompeling in de Marokkaanse cultuur: van ontspannen in een lokale hamam tot een spannende scheerbeurt bij de barbier. De vele kleuren, geuren, muziek en prikkels maken veel indruk en dat is niet voor iedereen gemakkelijk.                                                                                           |            |              |                  |                  |  |
| 26 | 8          | Aflevering 8 | 1.195.778        | 23 maart 2020    |  |
| De groep ruilt het bruisende Marrakesh in voor het adembenemende Atlasgebergte. Hier leren ze de minder toeristische kant van Marokko kennen. Dieter neemt de groep mee de bergen in, waar ze per ezel of te voet een tocht maken. Een tocht die voor velen een grote uitdaging vormt. |            |              |                  |                  |  |
| 27 | 9          | Aflevering 9 | 1.343.852        | 30 maart 2020    |  |
| De laatste etappe van de reis is ingezet. Met kamelen trekt de groep de woestijn in. Bij Jaimie steken de vlinders voor Brenda terug de kop op. Dieter heeft voor de groep nog een laatste adembenemende activiteit gepland: parapente. Met een sprookjesachtig einddiner sluit de groep hun geweldige reis af.                                                                                  |            |              |                  |                  |  |

### Seizoen 4
| Nr. | Aflevering | Titel        | Kijkcijfers live | Uitzenddatum Eén |  |
| --- | ---------- | ------------ | ---------------- | ---------------- |  |
| 28 | 1          | Aflevering 1 | 1.570.552        | 22 november 2020 |  |
| De groep uit het eerste seizoen wordt weer bij elkaar gebracht. Op de dag van vertrek staat hen meteen een verrassing te wachten: de zes moeten de reis naar Lapland alleen aanvatten. Eens aangekomen is het al meteen tijd voor feest, want Kevin is jarig. De groep maakt een tocht met een rendierslede. |            |              |                  |                  |  |
| 29 | 2          | Aflevering 2 | 1.391.870        | 29 november 2020 |  |
| Met de rendierslede wordt de groep afgezet aan een typisch Finse sauna, waar ze letterlijk en figuurlijk ondergedompeld worden in de saunacultuur. Na de ontspanning is het tijd voor inspanning: langlaufen. Niet iedereen gaat even goed vooruit op latten en dat zorgt voor heel wat frustraties.         |            |              |                  |                  |  |
| 30 | 3          | Aflevering 3 | 1.412.056        | 6 december 2020  |  |
| De groep test een lokaal vervoersmiddel uit: de hondenslee. Maar niet iedereen is even grote fan van honden. De bestemming is een ijshotel. De koude nacht eist zijn tol en Kevin laat zich van een heel andere kant zien. Dat komt bij heel de groep hard binnen.                                           |            |              |                  |                  |  |
| 31 | 4          | Aflevering 4 | 1.431.202        | 13 december 2020 |  |
| De groep mag even alleen wonen en geniet van de zelfstandigheid. |            |              |                  |                  |  |
| 32 | 5          | Aflevering 5 | 1.499.361        | 20 december 2020 |  |
| De groep vat een trektocht aan door het bos. De natuur brengt de hele groep tot rust. |            |              |                  |                  |  |
| 33 | 6          | Aflevering 6 | 1.522.957        | 27 december 2020 |  |
| De groep vat de laatste grote beproeving van de reis aan: ijsklimmen. |            |              |                  |                  |  |

### Seizoen 5
| Nr. | Aflevering | Titel        | Kijkcijfers live | Uitzenddatum Eén  |  |
| --- | ---------- | ------------ | ---------------- | ----------------- |  |
| 34 | 1          | Aflevering 1 | 976.781          | 29 augustus 2022  |  |
| Dieter en Saar maken kennis met hun reisgenoten en de groep bezoekt een tempel in Thailand. |            |              |                  |                   |  |
| 35 | 2          | Aflevering 2 | 818.352          | 5 september 2022  |  |
| De groep maakt een fietstocht en stopt onderweg bij een doodskistenmaker. Later wordt een waterval beklommen en een ladyboycabaretshow bezocht.                                                |            |              |                  |                   |  |
| 36 | 3          | Aflevering 3 | 818.993          | 12 september 2022 |  |
| De reizigers bezoeken een opvangplaats voor olifanten en de dag daarna maken ze een tocht per bamboevlot.                                                                                      |            |              |                  |                   |  |
| 37 | 4          | Aflevering 4 | 795.809          | 19 september 2022 |  |
| Na een trip met een 4x4 komen de reizigers aan bij een bergstam, bij wie ze slapen in de open lucht. De volgende dag wacht een tocht per raft en vertrekken ze met de nachttrein naar Bangkok. |            |              |                  |                   |  |
| 38 | 5          | Aflevering 5 | 836.941          | 26 september 2022 |  |
| Wanneer de groep aankomt in Bangkok, wordt de voedselmarkt verkend, een tocht per tuktuk gemaakt, avondkleding gekocht, overnacht in grote suites en een wolkenkrabber beklommen.              |            |              |                  |                   |  |
| 39 | 6          | Aflevering 6 | 833.555          | 3 oktober 2022    |  |
| Dieter en Saar brengen met de groep een bezoek aan de brug over de Kwai, waarna ze slapen in drijvende huizen en zich in reddingsvesten met het water laten meevoeren.                         |            |              |                  |                   |  |
| 40 | 7          | Aflevering 7 | 865.316          | 10 oktober 2022   |  |
| De reizigers gaan suppen op het stuwmeer Chiao Lan, met een ranger op primitieve wijze maaltijden bereiden en in hangmatten overnachten in de jungle.                                          |            |              |                  |                   |  |
| 41 | 8          | Aflevering 8 | 863.393          | 17 oktober 2022   |  |
| De reis wordt afgesloten in een luxe villa aan het strand nabij Phuket. Als laatste uitdaging wordt een proefles duiken met een ademluchtfles aangeboden.                                      |            |              |                  |                   |  |

### Seizoen 6
| Nr. | Aflevering | Titel        | Kijkcijfers live | Uitzenddatum Eén |  |
| --- | ---------- | ------------ | ---------------- | ---------------- |  |
| 42 | 2          | Aflevering 1 |                  | 29 oktober 2023  |  |
| De groep blaast na de heenreis uit aan het zwembad en bezoekt een verticale windtunnel.                                                            |            |              |                  |                  |  |
| 43 | 2          | Aflevering 2 |                  | 5 november 2023  |  |
| De reizigers gaan linedancen en arriveren op een ranch. Daar leren ze werpen met een lasso en beginnen ze aan een tocht per paard.                 |            |              |                  |                  |  |
| 44 | 3          | Aflevering 3 |                  | 12 november 2023 |  |
| De groep bezoekt een kudde bizons, loopt over een hangbrug en gaat van een tokkelbaan af.                                                          |            |              |                  |                  |  |
| 45 | 4          | Aflevering 4 |                  | 19 november 2023 |  |
| De reizigers vinden zelf hun weg door Vancouver, waarna ze tussen de zeehonden zwemmen.                                                            |            |              |                  |                  |  |
| 46 | 5          | Aflevering 5 |                  | 26 november 2023 |  |
| Na een vlucht met een watervliegtuig verblijven de reizigers zonder Dieter en Saar aan het strand, waaraan ze ook oefenen met surfen.              |            |              |                  |                  |  |
| 47 | 6          | Aflevering 6 |                  | 3 december 2023  |  |
| De deelnemers zijn op een onbewoond eiland. Voor eten zorgen ze door onder meer zelf vuur te maken, krabben te vangen en mosselen te steken.       |            |              |                  |                  |  |
| 48 | 7          | Aflevering 7 |                  | 10 december 2023 |  |
| Wanneer de deelnemers het eiland hebben schoongemaakt, gaan ze per boot op zoek naar walvissen. Bij een nieuw eiland maken ze een tocht per kajak. |            |              |                  |                  |  |
| 49 | 8          | Aflevering 8 |                  | 17 december 2023 |  |
| De groep spot grizzlyberen en gaat parachutespringen.                                                                                              |            |              |                  |                  |  |

## Down the Snow
Ter gelegenheid van Music For Life 2018 trokken Dieter Coppens en Kevin uit het eerste seizoen samen al liftend doorheen Europa van de Finse stad Rovaniemi tot domein Puyenbroek. Deze reis duurde 7 dagen en was ten voordele van vzw Downsyndroom Vlaanderen en Kom Op Tegen Kanker. Dieter en Kevin lieten zich namelijk sponsoren door middel van steunkaarten en sms'en. In totaal bracht deze actie 102.645 euro op.
In 2019 deden Dieter en Kevin dit opnieuw. Toen trokken ze van de Russisch-Estse grens naar Kortrijk.

## Down the Sea
In juli 2020 trokken Dieter Coppens en Kevin op hun tandem door Vlaanderen, van Boutersem tot aan de kust. Overdag genoten ze van de kleine dingen in het leven, 's avonds overnachtten ze bij gastvrije Vlamingen. Hun reis was online te volgen op de website van Eén, via VRT MAX en de sociale media.

## Buitenlandse versies
In Nederland wordt het origineel uitgezonden op NPO 3. In augustus 2021 werd bekend dat er een Nederlandse versie, waarvan Gordon de presentatie op zich neemt, ging verschijnen op SBS6.

 Daarvoor waren de rechten van het televisieprogramma al aan de volgende landen verkocht: Polen, Roemenië en Duitsland.